# Воскополе
Воскополе (алб. Voskopoja; арум. Moscopole, Moscopolea; грец. Μοσχόπολις, Moscopolis або Moschopolis) — мале село в південно-східній частині Албанії. У XVIII ст. одне з найбільших міст на Балканах, культурний та торговельний центр як арумунів, так і греків та албанців. У Воскополе засновано першу типографію на Балканах. У 1788 р. місто вщент зруйнували війська Алі Паші.

## Географія
Воскополе лежить за 21 км від міста Корча, адміністративного центру однойменної області, у горах Південно-Східної Албанії, на висоті 1160 м над рівнем моря.

## Історія

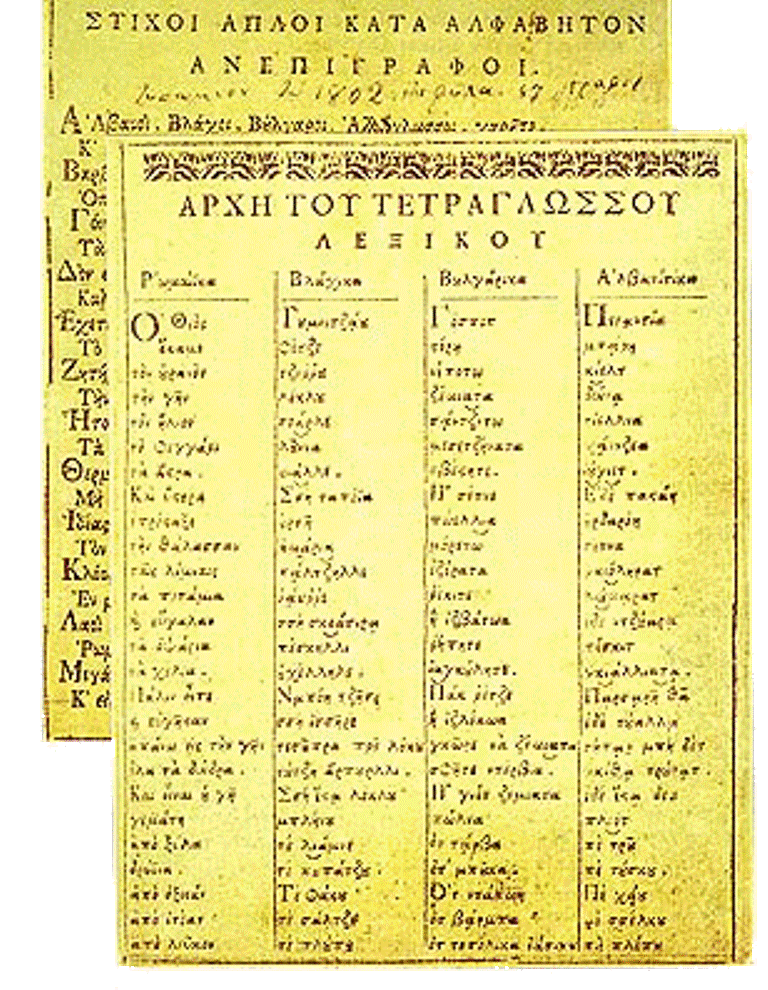
Словник, надрукований чотирма мовами у Воскополе

Попри те, що місто розташоване в досить ізольованій місцевості Південної Албанії, воно стало найважливішим центром для арумунів. У дні свого розквіту, 1760-х рр., його населення перевищувало 60 000 осіб. За своїм населенням і добробутом, Воскополе було другим містом Балкан після Константинополя.
Більшість населення тогочасного міста становили арумуни (валахи), що підтверджується аналізом прізвищ, зробленим у 1935 р. Також було багато грецьких торговців. За свідченням німецького історика Йоганна Тунманна, який у 1774 р. відвідав Воскополе і написав історію арумунів, кожна людина в місті розмовляла арумунською; багато хто розмовляв також і грецькою (мовою Візантійської імперії), яка використовувалася при складанні ділових контрактів.
Наприкінці XVIII ст. місто розквітло завдяки торгівлі з Німеччиною, Венецією та Константинополем і мало багато мануфактур, близько 70 церков, банки, типографію (єдиною іншою типографією в Оттоманській Європі біла типографія в Стамбулі), та навіть університет (Грецька Академія або Hellênikon Frôntistêrion, заснована у 1744 р.). У Воскополе вирувало культурне життя: багато письменників друкували свої твори як грецькою (мовою мистецтва на Балканах), так і арумунською, яка використовувала грецьку абетку. У 1770 р. тут надруковано перший словник чотирьох балканських мов — грецької, албанської, арумунської та болгарської.
Напад оттоманів у 1769 р. був першим з низки нападів, які завершилися знищенням міста у 1788 р. військами Алі Паші. Мешканці, які вціліли, мусили тікати, більшість з них емігрувала до Фессалії та Македонії. Деякі представники ділової еліти переїхали до Австро-Угорщини, особливо до двох столиць — Відня та Будапешта, а також до Трансильванії, де згодом відіграли важливу роль у Національному відродженні Румунії.
Воскополе так ніколи й не повернуло собі колишній статус. Його знову зруйнували у 1916 р. під час Першої світової війни банди албанських мародерів. Вцілілі будинки тричі знищували під час партизанської війни у Другій світовій війні: спершу італійські війська, і двічі — сили албанських колабораціоністів з організації Balli Kombëtar. У старому місті лишилося лише 6 православних церков (одна з них у напівзруйнованому стані) та монастир. У 2002 р. вони внесені Фондом Світових Пам'яток до реєстру 100 місць, що перебувають під загрозою.
У наш час Воскополе — це лише маленьке гірське селище в албанському окрузі Корча. Згадки про втрачене місто Воскополе досі залишаються важливою частиною арумунської культури.

## Населення
- 1750 р.: 45 000 осіб
- 1788 р.: 60 000 осіб
- 2000 р.: 700 осіб

## Історичні пам'ятки
У Воскополе залишилися такі пам'ятки історії:
- церква Святого Миколая (Shën Kolli)
- церква Святої Марії (Shën Marisë)
- церква Святого Анастасія (Shën Thanasi)
- церква Святого Михайла (Shën Mëhilli)
- церква Святого Іллі (Shën Ilia)
- церква Святого Харлампія (Shën Harallambi), майже зруйнована
- монастир Святого Івана Хрестителя (Shën Prodhomi)